# Медли
Медли — деревня в Круппской волости Печорского района Псковской области.
Расположена на западном берегу острова Колпина в северо-западной части Псковского озера, на границе (по воде) с Эстонией (здесь самое узкое место до эстонского берега от острова). На острове находятся другие две деревни: к югу — Колпино, к востоку, на противоположном восточном берегу острова, — Шартово.

## Население
Численность населения деревни составляет 91 житель по состоянию на 2000 год.
| 2001 | 2002 | 2010 |
| ---- | ---- | ---- |
| 91   | ↘75  | ↘46  |

## Топографические карты
- Лист карты O-35-XVI Пылва. Масштаб: 1 : 200 000. Издание 1980 г.